# Paul Nagel
Paul Nagel (Engishofen, 24 juli 1831 - Bischofszell, 10 september 1880) was een Zwitsers politicus voor de gematigde liberalen uit het kanton Thurgau.

## Biografie
Paul Nagel zetelde in de Kantonsraad van 5 juli 1869 tot 10 september 1880. Van 5 juni 1876 tot 5 maart 1877 was hij voorzitter van de Kantonsraad.